# Сычёв, Дмитрий Алексеевич
Дми́трий Алексе́евич Сычёв (род. 22 февраля 1975 года, Москва) — российский клинический фармаколог, профессор РАН (2015), академик РАН (2022). Лауреат Премии Правительства РФ в области науки и техники (2008), заслуженный деятель науки Российской Федерации (2022).

## Биография
Родился 22 февраля 1975 года в Москве.
В 1999 году окончил Московскую медицинскую академию (ныне Первый Московский государственный медицинский университет) имени И. М. Сеченова.
В 2002 году защитил кандидатскую диссертацию на тему «Применение стресс-эхокардиографии с добутамином для прогнозирования фармакодинамических эффектов кардиоселективного бета-адреноблокатора метопролола у больных с хронической сердечной недостаточностью» (научный руководитель — В. Г. Кукес), в 2006 году — докторскую на тему «Значение фармакогенетических исследований системы биотрансформации и транспортёров для оптимизации фармакотерапии сердечно-сосудистыми лекарственными средствами» (научный консультант — В. Г. Кукес).
С 2001 до 2013 года работал на кафедре клинической фармакологии и пропедевтики внутренних болезней ММА / Первого МГМУ имени И. М. Сеченова, где прошёл путь от ассистента до профессора, а затем в течение 7 лет был заведующим учебной частью кафедры. Одновременно в этот же период совмещал в Институте / Центре клинической фармакологии НЦ ЭСМП, занимал там должности от м.н.с. до руководителя отдела фармакогенетики и персонализированной медицины.
С 2013 года по настоящее время — заведующий кафедрой клинической фармакологии и терапии имени академика Б. Е. Вотчала РМАНПО.
В 2015 году ему присвоено звание «профессор РАН», в 2016 избран членом-корреспондентом РАН, а в 2022 — академиком РАН по специальности «Клиническая фармакология».
В 2008 году стал лауреатом Премии Правительства РФ в области науки и техники (в составе коллектива под руководством Кукеса В. Г.).
В 2009 году стал лауреатом Премии им. Н. П. Кравкова РАМН за лучшую научную работу по фармакологии и токсикологии (за монографию «Метаболизм лекарственных лекарственных средств. Научные основы персонализированной медицины», соавторы: Кукес В. Г., Грачёв С. В., Раменская Г. В.).
В 2017 году награждён юбилейным знаком в ознаменование 385-летия вхождения Якутии в состав Российского государства «за вклад в укрепление государственности, мира и дружбы, развитие межнационального мира и согласия, за трудовые достижения и многолетнюю добросовестную работу».
С 2019 года (30 апреля) по 2025 год (31 июля) — ректор РМАНПО (избран на этот пост в 2018 году).
В 2018 году получил благодарность Минздрава России.
В 2020 году награждён Почётной грамотой РАН «за многолетний добросовестный труд на благо медицинской науки в области клинической фармакогенетики и фармакогеномики, подготовку научных кадров высшей квалификации…».
В 2020 году награждён Почётной грамотой Совета Федерации Федерального собрания Российской Федерации.
В 2022 году награждён медалью Алексея Леонова (награда Кемеровской области) «за достижения мирового уровня, выдающийся вклад в развитие Российской Федерации и Кемеровской области, а также за разработку и внедрение уникальных инновационных проектов в различных отраслях экономики Кемеровской области».
В 2022 году получил звание «Заслуженный деятель науки Российской Федерации».
В 2023 году присуждено звание «Почетный профессор БелМАПО» (https://rmapo.ru/newsall/events/11717-rektoru-akademii-prisuzhdeno-zvanie-pochetnyj-professor-belmapo.html) 
В 2023 году получил звание «Отличник здравоохранения Республики Узбекистан»
В 2024 году повторно получил благодарность Минздрава России.
В 2025 году награждён Почётной грамотой РАН "За многолетний плодотворный труд на благо медицинской науки в области клинической фармакологии, успешную научно-организационную деятельность, подготовку научных кадров высшей квалификации..." https://rmapo.ru/newsall/priznanie-zaslug/13619-io-rektora-rmanpo-dmitrij-alekseevich-sychev-udostoen-pochetnoj-gramoty-rossijskoj-akademii-nauk.html
В 2025 награждён нагрудным знаком "Отличник здравоохранения"

## Научная и общественная деятельность
Сфера научных интересов — фармакогенетика, нежелательные лекарственные реакции, лекарственная безопасность, персонализированная фармакотерапия заболеваний внутренних органов на основе «омиксных» технологий, борьба с полипрагмазией.
Сычёвым Д. А. опубликовано более 1000 статей, из них более 200 в журналах, индексируемых в международных базах, индекс Хирша- 40 (РИНЦ, общее количество цитирований в РИНЦ- более 6800), 13 (Scopus, общее количество цитирований в Scopus- более 500), 16 патентов. Основные научные исследования Сычёва Д. А. посвящены вопросам разработки и изучения «омиксных» биомаркеров (в том числе фармакогенетического тестирования) персонализации применения жизненно важных лекарственных препаратов у пациентов с сердечно-сосудистыми, психическими заболеваниями, заболеваниями органов дыхания, ЖКТ, туберкулёзом, онкологическими заболеваниями и т. д. в том числе и в условиях полипрагмазии, с целью снижения риска развития нежелательных реакций. Коллективом под руководством Сычёва Д. А. изучены фармакогеномные, фармакоэпигеномные и фармакометаболомные биомаркеры, которые отражают индивидуальные особенности фармакокинетики и фармакодинамики у конкретного пациента на разных уровнях: от генома и регуляции экспрессии соответствующих генов до «реализации» работы их продуктов (ферментов биотрансформации, транспортёров лекарств) в виде значений концентраций лекарственных препаратов и их метаболитов в биологических жидкостях. При этом фармакогенетические / фармакогеномные биомаркеры могут быть отнесены к «априорным» биомаркерам (то есть предсказывающим индивидуальные особенности фармакокинетики и фармакодинамики до назначения лекарственного препарата), а фармакоэпигеномные и фармакометаболомные- к «постериорным» биомаркерам (то есть отражающие «текущие» индивидуальные особенности фармакокинетики и фармакодинамики на фоне назначения лекарственного препарата). При этом Сычёвым Д. А. и его коллективом разработаны алгоритмы персонализации фармакотерапии пациентов с рядом распространённых и социально значимых заболеваний на основе фармакогеномных, фармакоэпигеномных и фармакометаболомных биомаркеров. Публикации: https://orcid.org/0000-0002-4496-3680
Сычёв Д. А. является президентом Общества фармакогенетики, фармакокинетики и персонализированной терапии (ОФФПТ, фармакогенетика.рф), членом Правления Ассоциации клинических фармакологов, заместитель председателя Международной ассоциации клинических фармакологов и фармацевтов, членом Президиума Национальной медицинской палаты, главным редактором журналов «Фармакогенетика и фармакогеномика» и «Фарматека», членом редакционной коллегии журналов «Вестник РАМН», «Рациональная фармакотерапия в кардиологии», «Клиническая фармакология и терапия», «Безопасность и риск фармакотерапии», «Антибиотики и химиотерапия», «Качественная клиническая практика», «Молекулярная медицина», «Биомедицина», «Современная ревматология», «Ведомости Научного центра средств медицинского применения», «Фармация Казахстана». Сычёв Д. А. являлся членом экспертного совета ВАК по терапевтическим наукам по специальности «Фармакология, клиническая фармакология» (2014—2019), по настоящее время является заместителем председателя Межведомственного совета РАН по научному обоснованию и сопровождению лекарственной политики Российской Федерации, заместителем председателя Совета по персонализированной медицине при Президиуме РАН (с 2023 года), членом бюро секции медико-биологических наук Отделения медицинских наук РАН, членом комиссии РАН по популяризации науки, экспертом РФФИ, РНФ, координатором Формулярного комитета Национальной медицинской палаты, членом Научно-практического совета Минздрава России, членом Научного совета Минздрава России, председателем Диссертационных советов при РМАНПО по специальности «Фармакология, клиническая фармакология» (с 2023 года) и «Терапия» (с 2021 года), членом Диссертационного совета при Сеченовском университете по специальности «Фармакология, клиническая фармакология». Сычёв Д. А. в течение 8 лет являлся консулом от России и членом Исполнительного комитета Европейской ассоциации клинических фармакологов и фармакотерапевтов (EACPT). Сычёв Д. А. является экспертным руководителем Информационного центра по вопросам фармакотерапии у пациентов с новой коронавирусной инфекцией COVID-19 «ФармаCOVID» (с апреля 2020 г.) (https://pharma-covid.rmapo.ru/) на базе ФГБОУ ДПО РМАНПО Минздрава России.
Под руководством Сычёва Д. А. выполнялись и выполняются научные проекты по грантам РНФ, РФФИ, Президента РФ для молодых докторов наук и научных школ.
Под руководством или научном консультировании защищено 48 кандидатская (включая 1 — PhD) и 8 докторских диссертации по специальности «Фармакология, клиническая фармакология» и другим специальностям (научное консультирование). Сычёв Д. А. — автор и редактор учебника «Клиническая фармакология» (2015, 2018), переведённый на казахский язык (2019), Национального руководства по клинической фармакологии (2024), 15 учебно-методических пособий, 12 монографий, 12 образовательных программ, 5 образовательных интерактивных модулей по клинической фармакологии. Сычёв Д. А. являлся координатором рабочей группы по разработке профессионального стандарта врача-клинического фармаколога (2020). 